# Le Chat Noir
|  | No s'ha de confondre amb l'obra literària El gat negre ni amb el símbol anarquista El Gat Negre.. |

Le Chat noir (en català: El Gat negre) va ser un cèlebre cabaret de Montmartre, fundat el 18 de novembre de 1881 per Rodolphe Salis (1851-1897) i tancat l'any 1897 poc després de la mort de Salis, per a decepció de Picasso i d'altres que el van buscar quan van anar a l'Exposició Universal de París (1900).
Situat al peu del turó, Le Chat noir fou un dels llocs de trobada de tot París i símbol de la bohèmia de la fi del segle xix. El cabaret va ser molt conegut per l'actuació de cantautors com Aristide Bruant, per presentar espectacles de teatre d'ombres, creats principalment per Rodolphe Salis i Henri Rivière, i animats per Pere Romeu, i per la utilització del piano, i perquè entre els seus clients habituals hi havia molts artistes famosos o notables. Va servir d'inspiració a Els Quatre Gats de Barcelona o a El Gos esgarriat, de Sant Petersburg.
De 1892 a 1895 el cabaret va publicar una revista setmanal amb el mateix nom, Le Chat Noir, amb escrits literaris, notícies del cabaret i Montmartre, poesia, i sàtira política.
En l'actualitat, molts establiments d'hostaleria tenen aquest nom o altres molt semblants, com el bar Chat noir de París, el restaurant Au chat noir a Brussel·les, el cafè Le Chat Noir de Corfú, Grècia, el cafè El Gato Negro de Buenos Aires, etc.
Alguns dels clients més cèlebres del cabaret van ser:
- Alphonse Allais (1854-1905), escriptor i humorista.
- George Auriol (1863-1938), cantautor, poeta i pintor.
- Aristide Bruant (1851-1925), cantautor.
- Caran d'Ache (1858-1909), caricaturista francès d'origen rus.
- Coquelin Cadet (1848-1909), actor de teatre.
- Émile Cohl (1857-1938), creador de dibuixos animats.
- Charles Cros (1842-1888), poeta i inventor.
- Claude Debussy (1862-1918), compositor.
- Maurici Donnay (1859-1945), dramaturg.
- André Gill (1840-1885), caricaturista i cantautor humorístic.
- Émile Goudeau (1849-1906), periodista, novel·lista i poeta.
- Yvette Guilbert (1867-1944), cantant.
- Jules Laforgue (1860-1887), poeta francès d'origen uruguaià.
- Louis Li Cardonnel (1862-1936), poeta.
- Jean Richepin (1849-1926), poeta social, novel·lista i autor teatral francès d'origen algerià.
- Guy de Maupassant (1850-1893), novel·lista.
- Henri Rivière (1827-1883), escriptor i periodista.
- Maurici Rollinat (1846-1903), poeta.
- Albert Samain (1858-1900), poeta.
- Erik Satie (1866-1925), compositor i pianista.
- Paul Signac (1863-1935), pintor.
- August Strindberg (1849-1912), escriptor i dramaturg suec.
- Paul Verlaine (1844-1896), poeta.
- Adolphe Léon Willette (1857-1926), pintor, il·lustrador et caricaturista.

## Context històric
Le chat Noir va ser fundat l'any 1881. En aquest moment a França ens trobem en el període històric de la Tercera República. L'Any 1871 l'Imperi de Napoleó III fracassa en la batalla de Sedan contra Prussia. No tothom accepta la derrota i a Paris es constitueix un Govern de Defensa Nacional que decideix continuar la guerra fins que Thiers, anomenat cap del poder executiu, negocia i firma la pau amb Bismarck el maig del 1871. Això produeix la revolució de la Comuna de Paris que acabara amb una forta repressió. Durant els primers anys de república, el govern esta dirigit per grups monàrquics que volen la restauració, però davant els desacords entre legitimistes i orleanistes l'any 1875 es voten les Lleis constitucionals que confirmen la forma republicana del règim. Passaran una anys fins que a finals dels 70 del segle xix la república caura en mans de republicans i això desencadenà un període d'estabilitat i prosperitat.
Així doncs en el moment de la fundació de Le Chat Noir a França hi ha un govern republicà que du a terme mesures a favor de les llibertats de ciutadans (dret al divorci, llibertat de premsa, de reunió...), es creen reformes educatives que afavoritzen a l'escola laica, gratuïta, obligatòria… També es prenen mesures representatives com l'himne francès o la Festa nacional. És un període bastant afavoridor pel món de l'art i es va anomenar a posteriori la Belle époque. La estabilitat característica d'aquests anys va provocar nous valors que van afavorir els mons de la tecnologia, la ciència, l'art… Així com la creació de cafès, cabarets, sales de concerts, galeries d'art… No només a França sinó a tot Europa, que a més gaudia de l'esplendor artística de finals de segle xix." 

## El cabaret Le Chat Noir

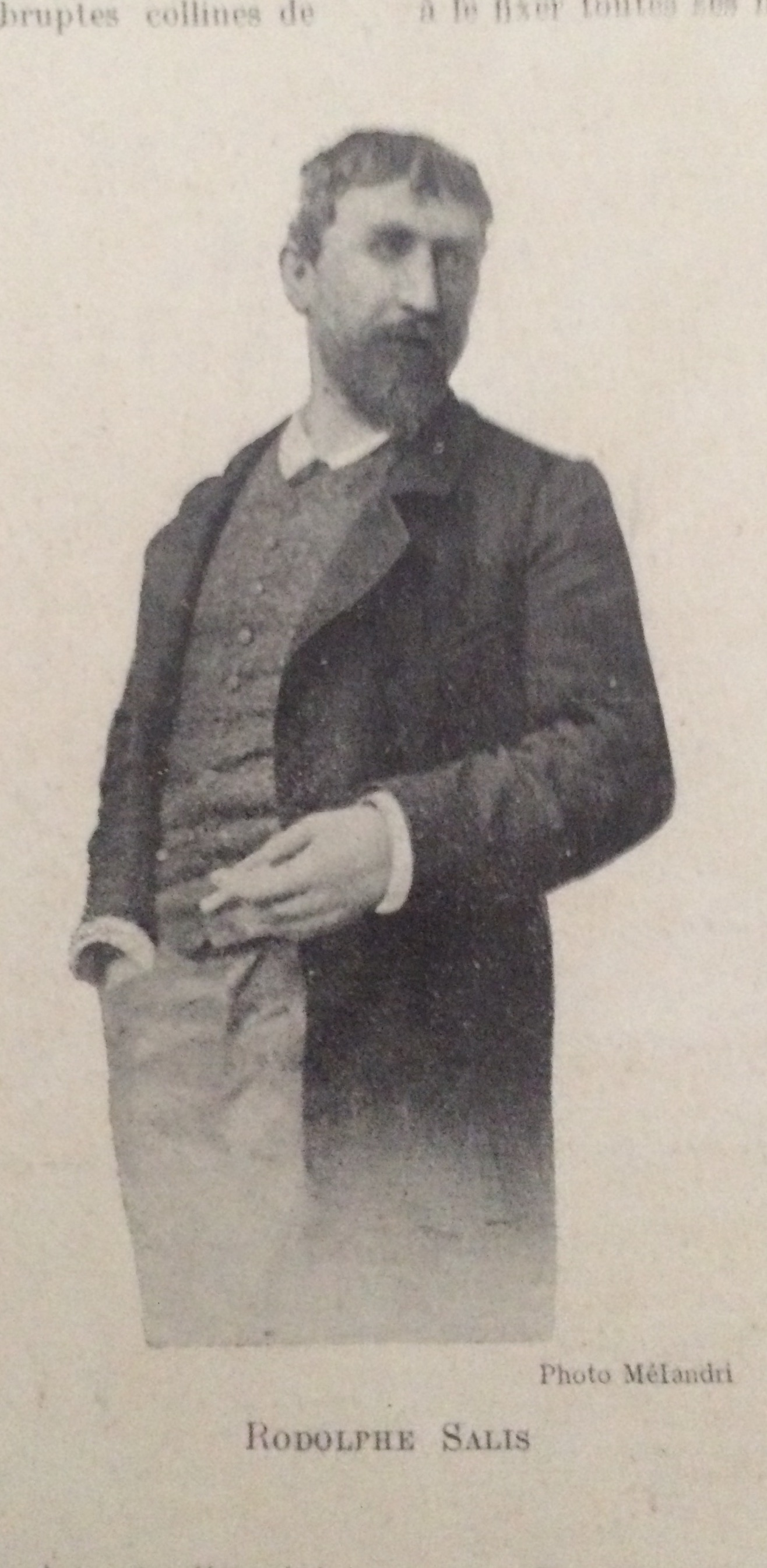
Imatge de Rodophe Salis

El cabaret va començar com a lloguer d'un dels locals més barats que es podien trobar: un petit lloc de dues habitacions situat en 84, Bulevard Rochechouart, (en l'actualitat només commemorat per una placa històrica).
El seu èxit estava assegurat amb l'arribada a l'engròs d'un grup d'escriptors i artistes joves radicals anomenat Les Hydropathes, un club dirigit pel periodista Émile Goudeau. El grup afirmava que s'anomenaven així per la seva aversió a l'aigua, preferint el vi i la cervesa. El club de Goudeau es reunía a la seva casa situada a la Rive Gauche (riba esquerra), però s'havia tornat tan popular que va créixer més que el seu lloc de trobada. Llavors, Salis va conèixer Goudeau, a qui va convèncer per traslladar el lloc de reunió del club al 84, Bulevard Rochechouart.
El cabaret va començar servint vi dolent i tenia una decoració bastant inferior, però des del començament, a la porta, els convidats eren rebuts per un guàrdia suís, esplèndidament adornat i cobert de cap a peus amb or. El guàrdia suposadament era responsable de portar els pintors i poetes que arribaven a l'interior, mentre mantenia una forta restricció dels infames "sacerdots i militars".
Al primer pis, el més singular dels tres que existien, es trobava el famós teatre d'ombres, on projeccions de siluetes de zinc, eren il·luminades per llums de colors sobre una petita pantalla, mentre era acompanyat per la música del piano. Taules rectangulars de fusta, cadires també de fusta i bancs a les parets, repleta de quadres i dibuixos de famosos artistes que es barrejaves amb la clientela, tot formava part d'un gran espectacle.
Escriptors, músics, cançoners, pioners, escultors, coneguts o desconeguts, es reunien al voltant d'algunes begudes i parlaven del present i el futur, mentre escoltaven les cançons que acostumaven a interpretar els mateixos autors sense censura de cap tipus, esperant a espectacles com el cabaret, el teatre d'ombres...

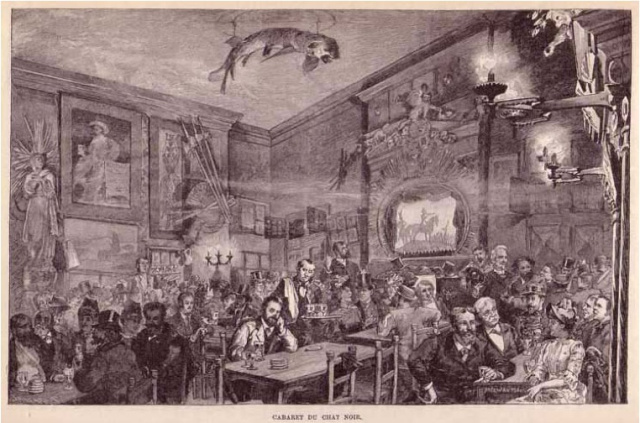
Primer pis del famós Chat Noir de París, situat al carrer de Victor Massé, on es projectaven el teatre d'ombres i les ombres xineses.

### Primera etapa. 84, Boulevard Rochchouart
L'any 1881 Rodolphe Salis (1851-1897) després de guanyar-se la vida durant gairebé una dècada com artista fent objectes religiosos, va tenir la idea de crear un cafè al més pur estil de Louis XIII amb influències de l'època romana d'Orient on els homes de classe mitjana, burgesos… poguessin anar a beure.
Le chat noir va ser inaugurat el novembre del 1881. Era un petit local que pretenia ser un lloc de reunió per pintors, poetes… El seu nom es deu a un gat negre abandonat que Salis va veure al carrer durant les obres.

El cabaret va anar tenint cada vegada més clientela, en bona part gràcies a artistes que freqüentaven el cabaret. És el cas dels pintors Henri Pille o Nestor Outer, els cantautors Aristide Bruant o Jules Jouy i de poetes com Albert Samain o Maurice Rollinat.

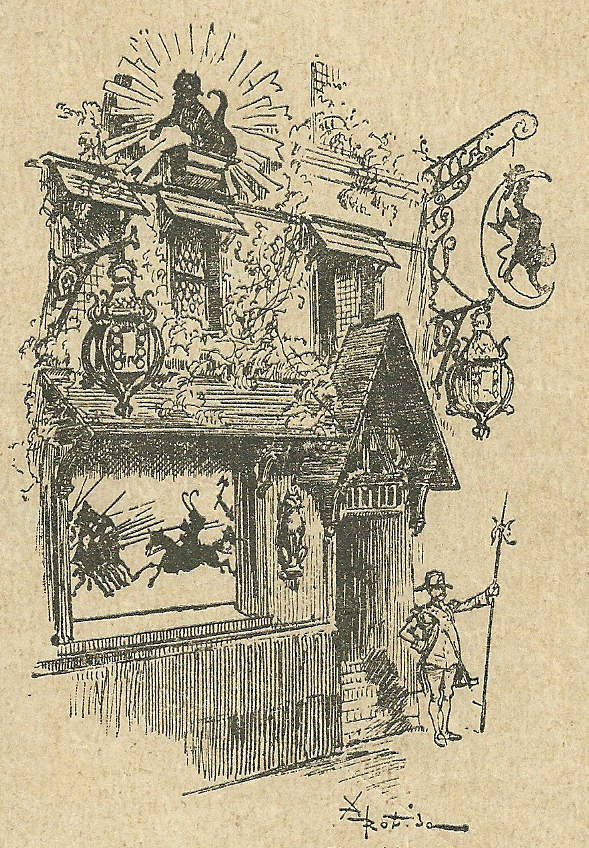
Imatge de la façana del Cabaret segons Albert Robida

### Segona etapa.12, rue de Laval (rue Victor-Massé)
Le Chat Noir, tres anys i mig després de l'obertura, a causa de la seva popularitat es va veure obligat a desplaçar-se a un local de més grandària el 10 de juny de 1885. Situat al 12, Rue Victor Masse (que abans de 1885 havia estat Rue de Laval 12), el nou establiment era sumptuós. Es tractava de l'antiga mansió privada del pintor Alfred Stevens, que, a petició de Salis, s'havia transformat en una "posada de moda" amb l'ajut de l'arquitecte Maurici Isabey. La decoració de les diverses sales va ser realitzada per Henri Rivière i Caran d'Ache, amb l'ajuda del primer va crear també un teatre d'ombres en color en la qual van ser representades algunes obres mestres amb música de Georges Fragerolle. Molt ràpidament, poetes i cantants que van actuar a Le Chat Noir van trobar la millor pràctica per al seu ofici que es tenia a París. Amb exagerada cortesia, irònic, Salis sovint jugava el paper de Conférencier (professor després de la funció, o mestre de cerimònies). Va ser aquí que els d'Arts Incohérents Salon (Saló d'Arts incoherents), ombra obres de teatre, monòlegs còmics i va obtenir la primera feina.
Aquest local tenia un estil eclèctic i pintoresc. A la façana de la primera planta hi havia dues làmpades de Eugène Grasset d'estil neo-medieval. A la de la segona planta hi havia al centre una representació d'un gat negres realitzada per Alexandre Charpentier d'on en sortien rajos de sol daurats. A l'extrem una insígnia pintada d'un gat negre assegut en una lluna creixent platejada, disseny d'Adolphe Willette.
A l'interior, els vitralls, obra de Willette, il·luminaven la planta baixa. A les parets s'hi trobaven diversos dibuixos d'autors com Auriol, Rivière, Steinlen, Somm o Caran d'Ache.
Salis va declarar que Le Chat Noir era el cabaret més extraordinari del món, trobant-se allí amb els estrangers de tots els racons del món i els homes més poderosos de París. Poc temps més tard es tornarà a traslladar per últim cop al 68, boulevard de Clichy.

### Tercera etapa. 68, boulevard de Clichy.
Le Chat noir va obrir de nou al 68 del boulevard Clichy on restaria fins al tancament del local i on seria novament obert ja una vegada en el segle xx. L'últim joc d'ombres de la companyia de Salis va ser posat en escena el gener de 1897, després de la qual cosa Salis va portar a la companyia de gira. Salis estava parlant de plans per moure el cabaret a un altre lloc en el mateix París, però va morir el 19 de març de 1897. El desembre del 1899, Henri Fursy va obrir el cabaret Boîte à Fursy a l'antic Hotel Chat Noir a la rue Victor Massé.
Le Chat Noir al Boulevard de Clichy va seguir sent popular en la dècada de 1920. Avui en dia, aquest últim lloc s'ha transformat en un hotel boutique, amb algunes referències al seu passat estrident i segueix havent-hi un local anomenat Le Chat Noir al mateix indret.

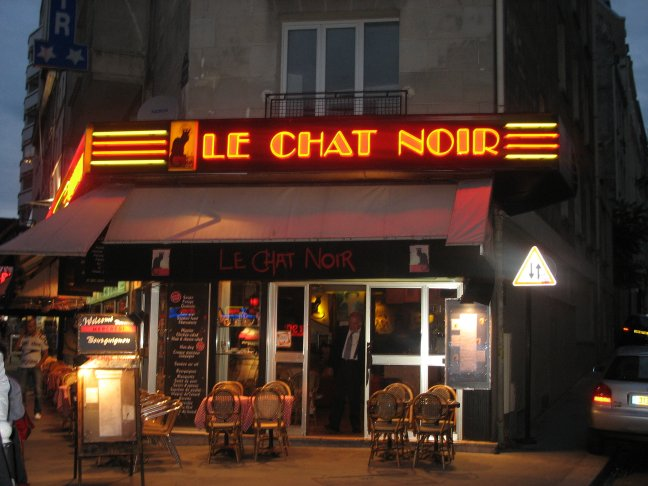
Le Chat noir a l'any 2007

Le Chat Noir va tenir moltes influències per altres locals. Molts cabarets arreu del món van adoptar el mateix nom o molt semblants intentant fer una adaptació d'aquest mateix cabaret. A Barcelona, per exemple, “Els quatre gats”, així com a Paris, Le Chien Noir, L'Âne Rouge...
El local també va influir en altres aspectes i per exemple el ball que obre cada any la temporada de carnaval de Dunkerke es diu “Bal du Chat noir” en honor del cabaret. Bruant també va dedicar una cançó al cabaret. Al 1939, el cabaret va obtenir una insígnia semblant a la del segon local de Willette.

## El Teatre d'Ombres a Le Chat Noir
Des de la seva creació, Le Chat Noir va ésser pensat com un lloc de trobada i reunió per artistes, amb un interior estil Lluís XIII. En un primer moment, varen ésser poetes, músics, escriptors i cantants els que actuaven sobre l'escenari, però ràpidament emergí el Teatre d'Ombres de Le Chat Noir: el tipus d'espectacles pels quals seria recordat. Doncs és important recordar que Le Chat Noir va guanyar-se el seu èxit definitiu gràcies al gran èxit que va sorgir a partir del teatre d'ombres, un joc de llums de colors que es projectaven ombres de siluetes fetes anteriorment amb material com el cartró o el zinc. Es va començar amb unes simples estovalles fins a passar a un llenç de grans dimensions, representant així fins a 40 obres teatrals. Si ens referim a l'edifici, les ombres xineses es trobaven junt amb espectacles sonors o poesia situades al primer pis. Nombrosos artistes van participar en la creació de personatges retallats en zinc o cartró, on els textos es basaven en libretos d'artistes coneguts en aquell moment, i la música venia donada sobretot per artistes reconeguts de l'època.
El Teatre d'Ombres era un espectacle que ja feia temps que s'havia instal·lat a Europa, durant el segle xviii a França amb Dominique Séraphin, però que s'havia esfumat del panorama artístic durant el segle xix. Així doncs, serà el cabaret Le Chat Noir el qua farà reviure aquest tipus d'espectacles a França, com a Alemanya ho farà Lotte Reiniger unint aquest tipus d'espectacles amb el cinema, arribant a fer films com Die Abenteuer des Prinzen Achmed (Les aventures del príncep Achmed, 1926), construint els escenaris i personatges a partir de figures retallades i projectades com a ombres xineses.

El naixement del Teatre d'Ombres es produí d'una manera força peculiar: a finals de 1885 el pintor Henry Somm i l'il·lustrador George Auriol varen construir un teatre de titelles dins Le Chat Noir, pensat per fer espectacles per adults. El pintor Henri Rivière col·locà un dia un tovalló blanc enfront de l'obertura del petit teatre de titelles i aquella nit, mogué unes siluetes de cartolina retallades darrere la pantalla blanca (il·luminada pel darrere), mentre Jules Jouy cantà una cançó d'acompanyament amb el piano del cabaret. Aquest fou el primer espectacle del Teatre d'Ombres de Le Chat Noir.

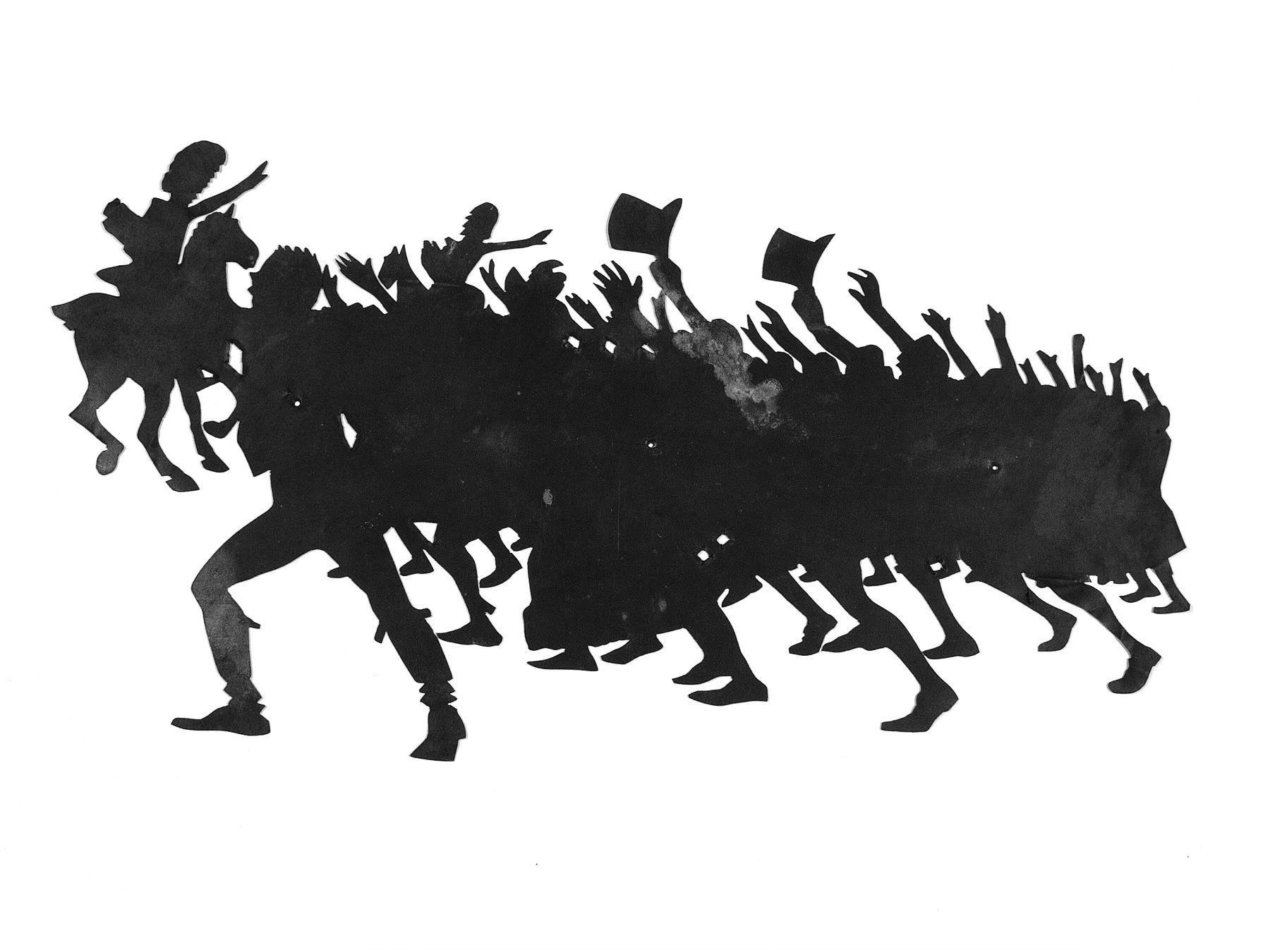
Silueta de zinc feta per Caran D'Ache per un espectacle del Teatre d'Ombres de Le Chat Noir.

Posteriorment, l'any 1887, Rivière substituí el teatre de titelles per un veritable Teatre d'Ombres, amb una pantalla que arribà a mesurar 1,12 metres d'alt i 1,40 metres d'ample, que es subjectava gràcies a un enorme bastidor.
Artistes com el caricaturista Adolphe Willette, el dibuixant Caran d'Ache, Henri Rivière i George Auriol varen crear els espectacles d'ombra del cabaret. Utilitzaven plaques de zinc per retallar la silueta de diverses figures o personatges (tot i que en un primer moment es va utilitzar cartolina), les quals després es feien servir com a titelles i es projectava la seva ombra sobre una pantalla blanca, il·luminant-les per darrere amb llums elèctrics, un mètode evolucionat de les ombres xineses. Els escriptors que freqüentaven el club escrivien les històries pel Teatre d'Ombres i Rodolphe Salis, l'amo del cabaret, les narrava. Gràcies a la col·laboració de molts dels artistes del moment, es varen aconseguir fer complexos efectes de color, so i moviment que acompanyaven les històries i les feien més dinàmiques i emocionants. Aquestes projeccions també comptaven amb un acompanyament musical, normalment interpretat per Albert Tinchant, el pianista principal del local, tot i que en algunes ocasions altres artistes, com per exemple Claude Debussy, també varen tocar el piano durant les projeccions.
Per tant, les ànimes de Le Chat Noir van ser l'empresari Rodolphe Salis i el pintor i litògraf Henri Rivière. A ells i els seus notables col·laboradors es deu el fet que durant dotze dels setze anys en què va estar obert el cabaret, l'espectacle principal fossin les ombres xineses per adults. Un d'aquests col·laboradors-fundadors va ser el dibuixant Henry Somm (que després veurem vinculat a Els Quatre Gats): la seva obra "La Berline de l'emigré où jamais trop tard pour bien faire" va ser la primera que es va representar, l'any 1885.
Aquest famós Teatre d'Ombres va estar projectant espectacles cada nit durant 11 anys, amb un repertori de 40 obres de teatre. Encara es conserven algunes de les figures de zinc utilitzades per fer les obres al Museu de Montmatre.
La difusió d'aquest tipus d'espectacle, a més a més de per la seva popularitat, va efectuar-se gràcies al famós cartell de l'artista Théophile Steinlen, el qual anunciava La tournée du Chat Noir avec Rodolphe Salis, un tour del Teatre d'Ombres de Le Chat Noir.
Le Chat Noir va fer diversos tours amb el seu Teatre d'Ombres. Aquestes gires varen començar-se a fer a partir de 1892, principalment dins de França i durant l'estiu, tot i que Salis i la seva companyia també varen anar a Tunísia, Algèria i a diversos països de cultura francesa, com Bèlgica. Això va dotar de renom a molts dels artistes del Teatre d'Ombres de Salis, cosa que va fer que alguns d'ells fundessin els seus propis cabarets i espectacles. El gener de 1897, el cabaret va fer el que suposadament havia de ser el seu últim espectacle de Teatre d'Ombres i Salis va fer un últim tour amb la seva companyia, aquest cop durant l'hivern. Després d'aquesta gira, Salis morí i fou la seva dona qui s'encarregà del cabaret, organitzant més gires dels espectacles d'ombres. Durant les següents representacions del Teatre d'Ombres, Dominique Bonnaud va substituir a Salis com a narrador. En aquests últims espectacles, tot i que l'actuació de Bonnaud era força notable, la qualitat de les representacions era cada cop més baixa, conduint el cabaret al declivi. En aquell moment, altres establiments ja s'havien apoderat del panorama artístic francès copiant molts dels espectacles, tècniques i elements decoratius de Le Chat Noir.
Aquest teatre d'ombres va tenir un gran èxit degut sobretot a l'obra "La epopeya", estrenada l'any 1888, que va causar un gran furor entre el públic. L'obra era de temàtica narrativa dedicada a Napoleón, amb personatges creats pel caricaturista Caran d'Ache. Però malauradament, a poc a poc aquestes representacions van anar a menys, i el cabaret de Salis va deixar d'estar de moda. L'últim espectacle d'ombres xineses registrat va ser representat l'any 1896.

## La revista Le Chat Noir
L'altre mitjà pel qual es varen popularitzar tant aquests espectacles com el mateix cabaret, fou la revista setmanal que ells mateixos publicaven. Rodolphe Salis i Émile Goudeau van crear aquesta revista amb la finalitat d'assegurar la publicitat del cabaret. Aquesta revista donava vida a l'esperit de « finals de segle » i contenia obres literàries d'autors contemporanis, històries del cabaret, activitats que es podien fer a Montmatre, poemes, dibuixos, caricatures polítiques i una secció on s'especificaven els espectacles que es feien al vespre a Le Chat Noir, entre els quals figurava el famós Teatre d'Ombres. Aquest setmanari literari, promocional i satíric s'anomenava Le Chat Noir, com el mateix cabaret, i es va publicar entre els anys 1882 i 1895. Constava de quatre pàgines i es publicava cada dissabte. Primerament es van publicar 688 números del 14 de gener de 1882 al març de 1895; més tard, se'n van publicar 122 números en una segona sèrie, l'últim número de la qual va ser publicat el 30 de setembre de 1897.
Alguns col·laboradors de la revista foren escriptors tan cèlebres com Guy de Maupassant, Victor Hugo i Edmond de Goncourt. La secció musical que oferia estava regentada per Charles Gounod i Jules Massanet, mentre que les il·lustracions foren firmades per artistes com els mateixos creadors del Teatre d'Ombres Adolphe Willette i Caran d'Ache i eventualment Théophile Alexandre Steinlen. Principalment, Caran d'Ache s'encarregà de les il·lustracions de temàtica militar i Willette, de les de temàtica satírica, com els Pierrots i les Colombines. També s'hi troba la signatura d'autors cèlebres com Paul Verlaine, Jean Richepin o Léon Bloy. Le Chat Noir va ser un dels primers a publicar petits articles de Jean Lorrain.
Jules Roques, el qual havia imitat el cabaret del Chat-Noir a l'abadia de Thélème, va imitar igualment la revista amb Le Courrier français.
Podem comptar, a més, d'entre els col·laboradors de la revista Le Chat Noir amb els il·lustradors següents : Döes, Fernand Fau, Nestor Outer, Godefroy, Uzès, Poirson, Gustave Verbeck, Marcel Capy, Lucien Pissarro o Henri de Sta.

## Una llegenda al voltant del Chat-Noir
Aquesta llegenda al voltant del Chat-Noir ha nascut al món esotèric francès després de la publicació a l'any 1930 de les Demeures philosophales de l'alquimista Fulcanelli. Per reprendre les pròpies paraules de Fulcanelli, aquest cabaret va ser fins a la mort de Salis « un centre esotèric i polític » que hauria lligat una gran importància a tota una sèrie de símbols acuradament dissimulats.

## El cartellTournée du Chat noira la cultura popular
El cartell creat per Théophile-Alexandre Steinlen al 1896 ha apregut a la cultura popular diverses vegades:
- Al film Gray Matters, realitzat per Sue Kramer al 2007.
- Al film Toutes les filles sont folles realitzat per pascale Pouzadoux al 2003 (dins de l'apartament del personatge principal, interpretat per Barbara Schulz).
- Al videoclip I Still Remember del grup de música britànic Bloc Party.
- Es pot percebre el cartell al videojoc Astèrix i Obèlix XXL 2: Mission Las Vegum.
- També es pot percebre al videojoc Resident Evil: Survivor, de la mateixa manera que apareix a alguns posters de Street Fighters i altres jocs de Capcom.
- El cartell i la revista de Le Chat Noir apareixen a la sèrie de videojocs post-apocalíptics Fallout i Fallout 2. Una de les missions consisteix en recuperar deu exemplars al món devastat.
- El cartell és citat a dos reprises als dos discos de Tony Coe, Tournée du Chat i Le Chat se retourne (1982-1984).
- A la sèrie Days of our lives està fixat a la sala d'estar de la Belle i en Philip.
- A la sèrie Bref, el cartell està fixat a una de les parets de l'apartament d"aquesta noia".
- A la sèrie Heroes Reborn (2015), al cinquè capítol de la primera temporada, apareix a l'habitació de la parella d'en Tommy.
- El cartell del Golden Cat, que es mostra al prostíbul del videojoc Dishonored, reprèn la mateixa composició.
- Un bar a Nantes, Au Chat Noir, bistrot d'arts, hi fa referència.

Aquest cartell ha estat objecte de diverses reproduccions. També s'ha convertit en un dels símbols d'entre molts altres del París més pintoresc, i la seva imatge es retroba a diversos productes derivats, venuts a les botigues per turistes de la capital francesa.

## Altres
Un cartell de "Le Chat Noir" es pot veure un lloc destacat en les fotografies de l'escena del crim de l'assassinat al 2001 de Kathleen Peterson pel seu marit i novel·lista Michael Peterson.
Le Chat Noir és el nom de la discoteca on Frank Sinatra i Natalie Wood van revifar la seva relació. També hi ha la famosa pintura del gat amb els ulls que parpellegen a la paret de l'entrada.
El cabaret de Le Chat Noir apareix a diverses pel·lícules, entre elles Messieus les ronds-de-cuir, d'Henri Diamant-Berger, adaptació de la novel·la de Georges Courteline.